# Glacier de Bionnassay (Italie)
Pour les articles homonymes, voir Glacier de Bionnassay.
Le glacier de Bionnassay ou glacier de Bionnassay italien, en italien Ghiacciaio di Bionnassay, est un glacier d'Italie situé dans la Vallée d'Aoste, dans le massif du Mont-Blanc. Descendant l'adret de l'aiguille de Bionnassay contrairement à son homologue français situé sur l'ubac de la montagne, il forme le glacier du Miage en confluant avec d'autres langues glaciaires sous les dômes de Miage.